# Рагнальд I (король Йорвіку)

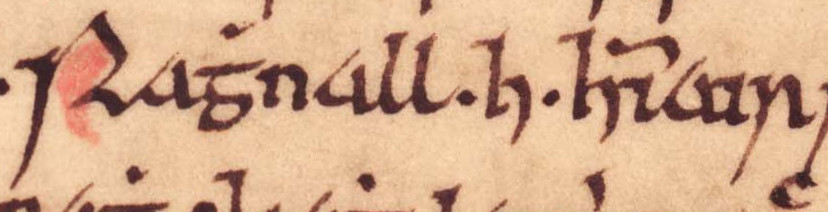
Підпис Рагнальда

Рагнальд I дан. (Rægnald I; ? —921) — король Йорвіку у 910—921 роках, король Мену та Вотерфорду у 914—921 роках.

## Життєпис
Походив з династії Рагнара Лодброка. Був одним з нащадків Івара Рагнарсона, короля Дубліна. У 902 році після вигнання вікінгів з Дубліна пересилився в королівство Йорвік. Брав участь у всіх походах проти Мерсії та Вессексу.
У 910 році після поразки данів та норманів Йорвіку в битві при Теттенголлі його обрано новим володарем Йорвіку. Цьому сприяла значна небезпека з боку Вессексу, король якого Едуард намагався захопити Йорвік. Можливо на деякий час Рагнальд I визнав зверхність останнього.
Лише у 914 році зумів звільнитися від залежності з боку Вессексу. Того ж року завдав поразки Елдреду I, елдормену Берніції, захопивши землі до річки Тайн. Після цього у битві при Кобріджі завдав поразки Костянтину II, королю Шотландії, що рушив на допомогу Елдреду I. За цим завдав рішучої поразки королівству Стратклайд.
На чолі потужного війська встановив владу в Ірландському морі. Завдяки цьому став також королем острова Мен. Разом з братом Сігтрігом завдав поразки у морській битві Бариду Оттирсону, слідом за цим захопив королівство Вотерфорд в Ірландії. До 917 року було захоплено Гебридські острови (на заході Шотландії). Також допоміг Сігтрігу стати королем Дубліну, завдавши у битві при Конфеї поразки Аугайре МакАйлелле, королю Лейнстера, рішучої поразки.
По поверненні до Йорвіку стикнувся з невдоволенням старих вікінгів, що були першими поселянами в Нортумбрії. В цьому їх підтримала Мерсія. Проте Рагнальду I вдалося подолати спротив. Того ж року проти нього виступив шотландський король Костянтин II, але Рагнальд I знову переміг того у битві при Корбріджі. Після цього сплюндрував південь Шотландії.
Втім у 920 році не наважився виступити проти потужного вессекського війська, тому визнав номінальну зверхність короля Едуарда. На початку 921 року Рагнальд I помирає. Йому спадкував брат Сігтриґ I.

## Родина
Про сина нічого невідомо (знаний як МакРагналл), був морським вікінгом, що загинув у 942 році. Онук Івар у 969 році стає королем Вортерфорда, а у 989 році — королем Дубліна.